# Данів Сергій Зеновійович
Сергій Зеновійович Данів (нар. 2 жовтня 1975, Калуш) — український футболіст, що грав на позиції півзахисника. Відомий насамперед виступами за команди MLS «Даллас Берн» і «Чикаго Файр», після завершення виступів на футбольних полях працює тренером у США.

## Клубна кар'єра
Сергій Данів є вихованцем калуського футболу, продовжував вдосконалення своєї футбольної майстерності у Львівській школі-інтернаті спортивного профілю, де його тренером був Ярослав Дмитрасевич. Під час навчання у Львові неодноразово викликався до юнацьких збірних Радянського Союзу різного віку. Футбольну кар'єру в професійних командах розпочав у команді «Карпати» із Кам'янки-Бузької, яка виступала у другій лізі СРСР у останньому чемпіонаті Радянського Союзу. Після проголошення незалежності України у перших чемпіонатах країни грав за стрийську «Скалу» у першій українській лізі.
У кінці 1993 року Сергій Данів травмувався у грі за стрийський клуб, і на місяць вибув із гри. За цей час йому подзвонив його тренер зі спортінтернату Ярослав Дмитрасевич, і запропонував поїхати до США для навчання у місцевому університеті і одночасно грою за університетську команду, із можливим подальшим переходом до однієї з команд MLS. Данів прийняв цю пропозицію та виїхав до США. Там український футболіст протягом 5 років навчався на економічному факультеті та одночасно грав за команду університету Вейк-Форест у штаті Північна Кароліна. Ще під час гри за університетську команду вважався перспективним футболістом, і увійшов до так званого списку молодих футболістів «Project-40», який давав право футболістам із цього списку не вважатися легіонерами в клубах MLS. Після закінчення університету отримав запрошення до команди MLS «Даллас Берн». Дебют у новій команді став для Даніва успішним, українець виборов місце в основному складі команди, а клуб вийшов до півфіналу плей-оф ліги. Але на заваді стабільних виступів стала травма, яку Данів отримав на початку другого сезону за далласький клуб. Щоправда, до кінця сезону українцеві вдалось відновитися, і продовжити виступи в основному складі команди. Клуб знову вийшов до плей-оф, де, щоправда, відразу поступився лос-анджелеській команді. У складі далласької команди Сергій Данів грав разом із учасником чемпіонату світу з футболу 1994 року колумбійцем Ліонелем Альваресом та ще одним українцем — Олексієм Королем.
У Далласі у кінці 90-х років ХХ століття та на початку ХХІ століття була невелика українська діаспора, і Сергію Даніву було важче адаптуватися до цього техаського міста. Коли у 2000 році до США переїхали батьки Сергія, та вирішили обрати своїм місцем проживання Чикаго, Данів вирішив перейти до місцевого клубу «Чикаго Файр». За угодою із даллаським клубом чиказький клуб обміняв Сергія Даніва на чеського футболіста Любоша Кубіка. У Чикаго Сергій Данів грав із давнім знайомим, ще одним українцем у MLS, Дмитром Коваленком. Іншими партнерами Даніва в чиказькому клубі стали відомий болгарський футболіст Христо Стоїчков та американський півзахисник ДаМаркус Бізлі. У першому сезоні виступів Даніва за чиказький клуб команда кваліфікувалась до плей-оф ліги. Але у другому сезоні в Чикаго Сергій Данів отримав травму — розрив зв'язки на суглобі великого пальця стопи. Тривале лікування не дало результату, зв'язка після операції не зросталась, і після пропущеного в результаті травми сезону 2003 року Сергій Данів вирішив завершити виступи на футбольних полях.

## Після завершення футбольної кар'єри
Після завершення кар'єри футболіста Сергій Данів працював дитячим тренером у Чикаго. У 2007 році Сергій Данів отримав тренерську ліцензію у Києві. Після отримання трнерської ліцензії Данів працював помічником головного тренера університетської команди Іллінойського університету в Чикаго. У 2010—2012 роках Сергій Данів тренував нижчоліговий американський клуб «Чикаго Юнайтед». З 2012 року Сергій Данів працює головним тренером у футбольному клубі «Рейдерс».

## Особисте життя
Сергій Данів одружений та має сина. Батьком дружини є виходець з Пуерто-Рико, а мати дружини є українкою із Львівської області. Сергій Данів із сім'єю є прихожанами української церкви Святого Миколая у Чикаго.